# Saqaliba

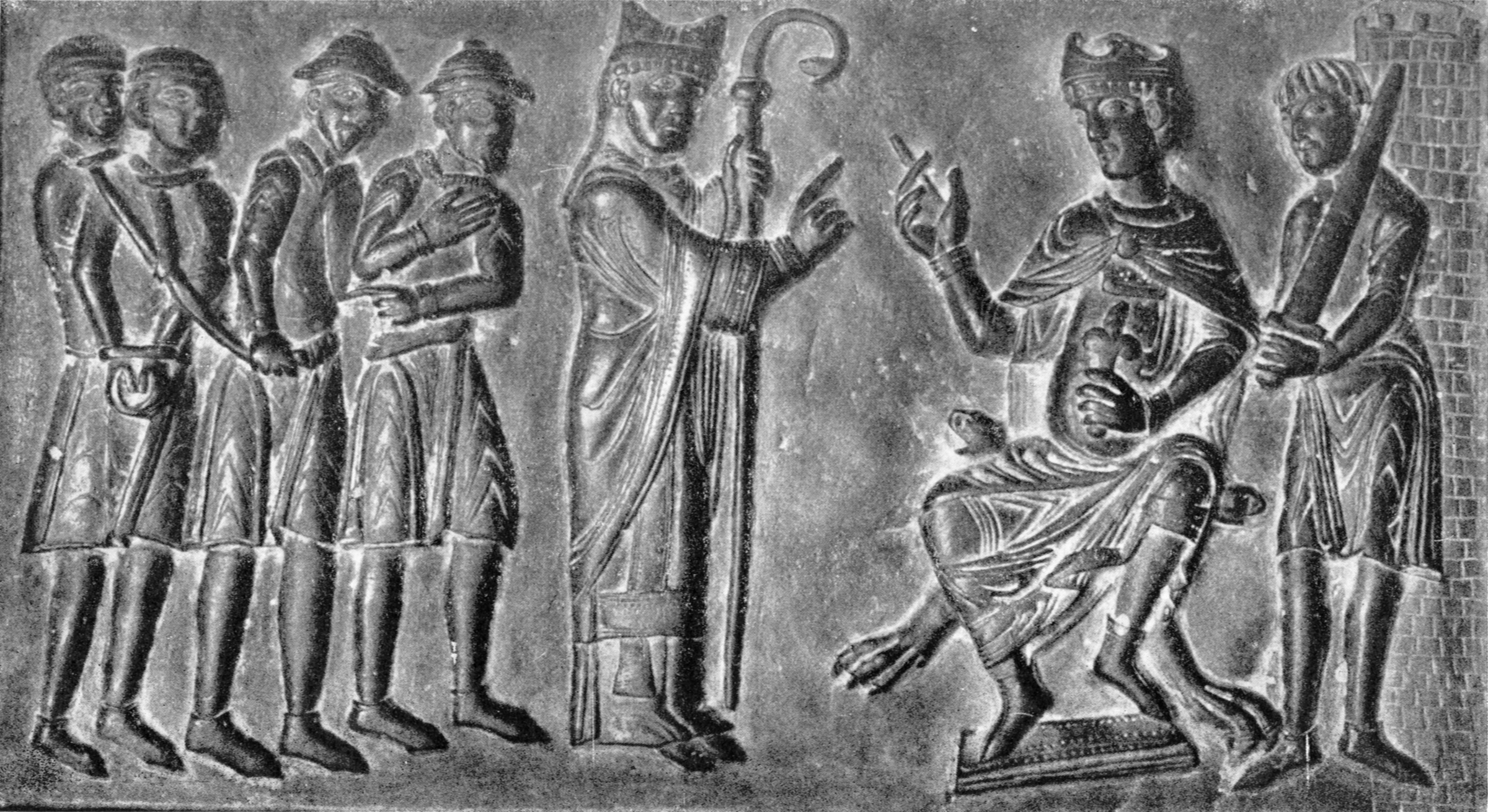
Św. Wojciech oskarża księcia czeskiego Bolesława II i żydowskich kupców – radanitów (postacie w nakryciach głowy) o handel w Pradze chrześcijańskimi niewolnikami. Scena z Drzwi Gnieźnieńskich.

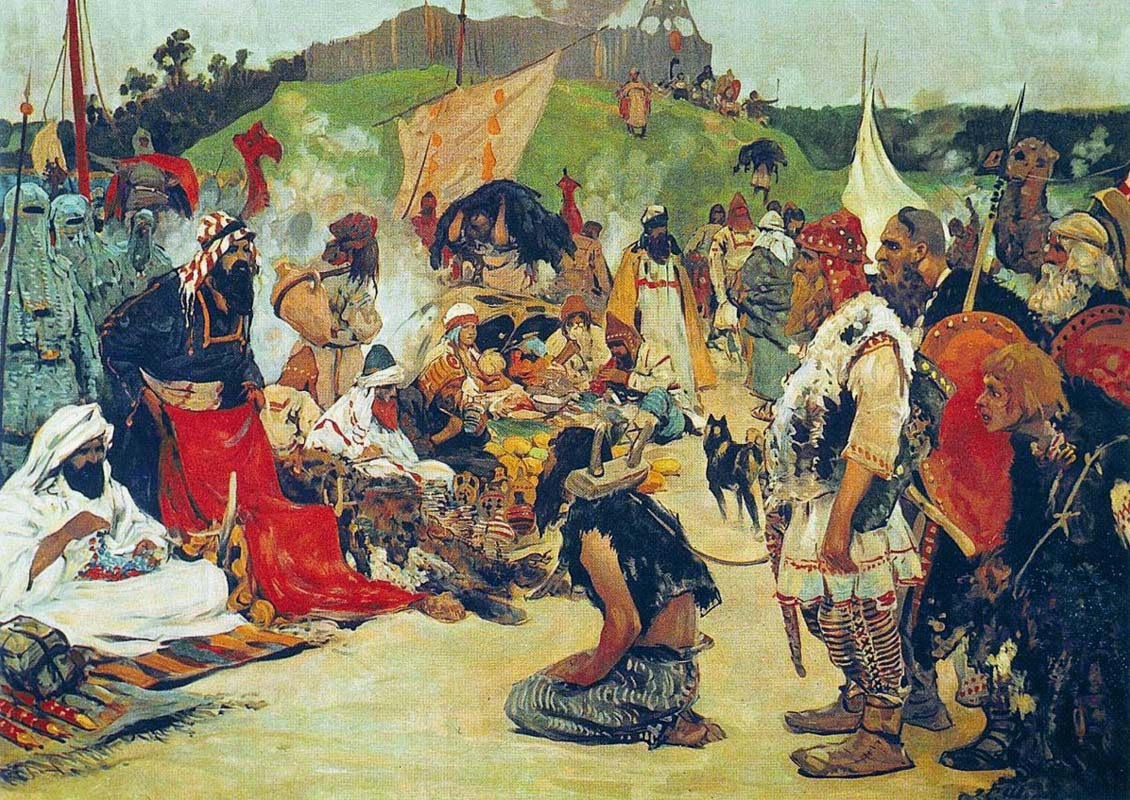
Sprzedaż niewolników słowiańskich. Obraz S. Iwanowa (1909)

Saqaliba, Sakaliba (arab. ‏صقالبة‎, lp. Siqlab) – zbiorcza nazwa słowiańskich najemników i niewolników w średniowiecznym świecie arabskim. Wyraz ten najpewniej pochodzi od greckiego wyrazu określającego Słowian – Sklabēnoi. Saqalibowie należeli do najcenniejszych dóbr eksportowych Słowiańszczyzny, a handel nimi angażowało się wiele królestw i ludów.
Pierwsze pojedyncze wzmianki o ludziach sa-Saqaliba pochodzą od pisarzy arabskich z drugiej połowy VII wieku. W roku 691 Ghiyath ibn Ghawth al-Taghlibi al-Akhtal, poeta tworzący na dworze Umajjadów wspomina o tłumie jasnowłosych Saqaliba, pisze też o grupie, która po odbyciu służby wojskowej osiedliła się w pobliżu miasta Apamea.  Pierwszym geografem, który określił położenie kraju ard as-Saqaliba był Muhammad ibn Musa al-Chuwarizmi, autor Księgi obrazu ziemi (Kitab surat al-ard) ok. 850 rok, w dziele tym perski geograf jednoznacznie stwierdza, że kraj Germania, jest identyczny z ziemią Saqaliba". Natomiast Ibrahim ibn Jakub lokował centrum Saqaliba na zachód od Bułgarii Nadwołżańskiej.
Perski kronikarz Ibn al-Faqih pisał, że istniały dwie grupy Saqaliba – śniadoskórzy i ciemnowłosi z brzegów morza oraz bladolicy i jasnowłosi z głębi lądu. Abu Zayd al-Balkhi pisał o trzech głównych miejscach pochodzenia owych – Kuyaba (zdaniem Grekowa jest to Kijów), Slavia (w średniowieczu tak określano m.in. zamieszkane przez Słowian połabskich – Ziemie połabskie czyli Łużyce, Brandenburgię, Meklemburgię i Pomorze Zachodnie), a także Artania (najpewniej okolice Jarosławia, gdzie odnaleziono skarb z arabskimi monetami).
Z miasta Bulgar leżącego nad Mielenką, dopływ Wołgi, królowie as-Saqaliba, pod tą nazwą występują w źródłach arabskich Bułgarzy kamscy, pobierali dziesięcinę składaną przez Słowian. Wiódł tędy z biegiem Wołgi, główny szlak niewolniczy Nahr-as-Saqaliba (rzeki Słowian) prowadzący nad Bahr al-Hazar Morze Kaspijskie opisany przez Abd al-Hamid al-Katiba. Podczas drugiej wojny arabsko-chazarskiej (722–737) skierowanej przeciwko chazarskiemu kaganowi, muzułmański generał Marwan Ibn Muhammad (ostatni kalif umajjadzki) miał wziąć do niewoli nad rzeką Don 20 tys. Słowian i prawdopodobnie przesiedlił ich w głąb kalifatu. W VIII w. karawany niewolników przez Bramę Cylicyjską zmierzały do Hisn as-Saqaliba (twierdzy Słowian) przy ówczesnej granicy arabsko-bizantyńskiej.
Niewolnicy trafiali na południe Europy i Bliski Wschód trzema szlakami handlowymi, do Wenecji (zob. Riva degli Schiavoni), Bagdadu, arabskiej Andaluzji i Afryki Północnej. Najważniejsze arabskie targi niewolników mieściły się w Bagdadzie i Kordobie – słowiańska szarańcza dosłownie zatyka ulice Bagdadu, pisał na początku IX wieku arabski poeta Abu Yaqub Ali ibn Gabala.
Niewolników dostarczali arabskim handlarzom głównie Żydzi. Ibrahim ibn Jakub wspomina, że czeska Praga (965) była na ówczesne czasy największym ośrodkiem handlu niewolnikami w tej części Europy – przebywają do niego z miasta Karako Rusowie i Saqalibowie z towarami. I przychodzą do nich z kraju Turków muzułmanie, Żydzi i Turcy, również z towarami, ... a wywożą od nich niewolników, cynę, i wszelkie rodzaje futer. W Żywocie Świętego Wojciecha znajduje się również wzmianka o żydowskich kupcach, którym sprzeciwiał się św. Wojciech – jeńców i niewolników chrześcijańskich, których kupiec żydowski nabywał za nieszczęsne złoto, i to tylu, że biskup nie mógł ich wykupić. W pierwszej połowie XII wieku żydowski podróżnik Beniamin z Tudeli wymienia przypadki sprzedaży przez rodziców swoich słowiańskich dzieci.
Za żywy towar nabywcy ze świata arabskiego płacili srebrnymi monetami. Prawdopodobnie dirhemy i srebrne siekańce monet, które bardzo licznie pojawiają się w odkrytych skarbach z X i XI wieku są pośrednimi śladami tego handlu. Znaleziska te występują najczęściej na Pomorzu, w Wielkopolsce, Małopolsce i na Mazowszu. Poza Polską najliczniejsze skarby arabskiego srebra znane są z terenów Połabia, Rusi i Skandynawii. Handel niewolnikami na ziemiach piastowskich zaczął załamywać się na początku XI wieku; przyjęcie chrześcijaństwa ograniczyło nieznacznie zjawisko niewolnictwa.
Mu’awija I miał mieć w Syrii armię złożoną z 5000 Saqaliba w latach 60. VII wieku.
Niektórzy Sakalibowie mieli po upadku Kalifatu Kordobańskiego być władcami taif, czyli muzułmańskich księstw na Półwyspie Iberyjskim.